# キヤノンファインテックニスカ
キヤノンファインテックニスカ株式会社は、埼玉県三郷市に本社を置く、キヤノン関連の複写機やプリンターなどを製造する企業である。2003年にキヤノンアプテックス株式会社とコピア株式会社が合併して誕生した。

## 概要
前身のひとつであるコピアは、1951年に世界初の卓上型湿式ジアゾ複写機を開発したことで知られる。コピアというブランドは、現在もファミリーコピア、ミニーコピアとしてキヤノンの小型複写機のブランドに用いられている。

## 沿革

### 旧・キヤノンアプテックス
- 1953年 - 第一精機工業株式会社として設立。
- 1972年 - キヤノンが資本参加。
- 1990年 - キヤノンアプテックス株式会社に商号変更。
- 1994年 - 株式を店頭登録。
- 1998年 - 東京証券取引所2部上場。
- 2000年 - 東京証券取引所1部指定替え。

### 旧・コピア
- 1923年 - 丸星商店として創業。
- 1945年 - 丸星機化工業株式会社設立。
- 1951年 - 世界初の卓上型湿式ジアゾ複写機を開発。
- 1961年 - コピア株式会社に商号変更。東京証券取引所2部上場。
- 1979年 - キヤノン株式会社が資本参加。

### キヤノンファインテック→キヤノンファインテックニスカ
- 2003年 - キヤノンアプテックスとコピアが合併し、キヤノンファインテック株式会社に商号変更。
- 2007年 - 埼玉県三郷市に本社移転。甲府事業所及び三鷹事業所を閉鎖。
- 2008年 - 本店も埼玉県三郷市に移転。ニスカを完全子会社化。
- 2010年 - キヤノンの完全子会社となる。
- 2017年
  - ニスカを吸収合併し、キヤノンファインテックニスカ株式会社に商号変更。
  - 化成品事業（福井事業所）を会社分割し、福井キヤノンマテリアル株式会社とし、キヤノンの直接子会社とする[6]。

## 事業所

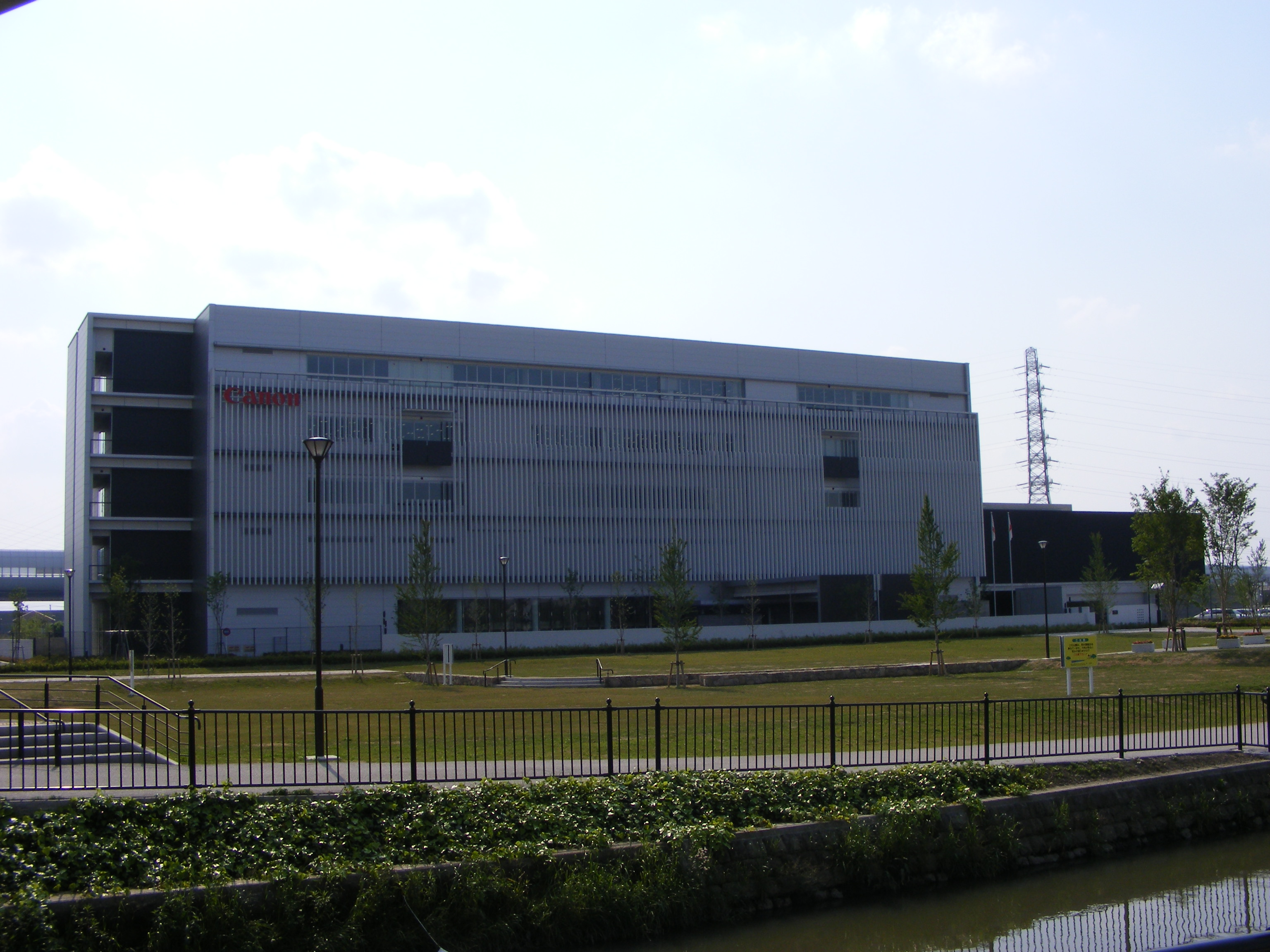
三郷本社

- 三郷本社（埼玉県三郷市）2007年8月20日稼働開始
- 増穂事業所（山梨県南巨摩郡富士川町）
- 常総事業所（茨城県常総市）